# Monroe (Iowa)
Monroe is een plaats (city) in de Amerikaanse staat Iowa die bestuurlijk gezien onder Jasper County valt.

## Demografie
Bij de volkstelling in 2000 werd het aantal inwoners vastgesteld op 1808. In 2006 is het aantal inwoners door het United States Census Bureau geschat op 1831, een stijging van 23 (1,3%).

## Geografie
Volgens het United States Census Bureau beslaat de plaats een oppervlakte van 4,4 km², geheel bestaande uit land. Monroe ligt op ongeveer 282 m boven zeeniveau.

## Plaatsen in de nabije omgeving
De onderstaande figuur toont nabijgelegen plaatsen in een straal van 20 km rond Monroe.